# Кристобаль Колон де ла Серда
Кристобаль Колон и де ла Серда и Ганте, 14-й герцог Верагуа (исп. Cristóbal Colón de la Cerda y Gante, XIV duque de Veragua; 8 июня 1837, Мадрид — 30 октября 1910, Мадрид) — испанский дворянин и политик, министр развития во время регентства Марии Кристины Австрийской и министр военно-морского флота Испании в тот же период и во время правления Альфонсо XIII.

## Биография
Родился в Мадриде 8 июня 1837 года. Старший сын Педро Колона Рамиреса де Бакедано (1801—1866), 12-го герцога Верагуа (1821—1866), и Марии дель Пилар де ла Серда-и-Ганд-Вильен (1816—1882), дочери графов де Парсент. У него был только один младший брат, Фернандо Колон, маркиз Барболес (1840—1904).
Изучал юриспруденцию в Центральном университете Мадрида, где получил степень юриста (1860), а после событий Славной революции 1868 года примкнул к радикальной группе, защищавшей парламентскую монархию. Он был избран депутатом Кортеса как представитель округа Аревало (провинция Авила) на выборах 1871 года, повторив то же место на выборах в августе 1872 года. В 1874 году он служил советником городского совета Мадрида. Уже после реставрации Бурбонов он будет избран депутатом от округа Агуадилья (Пуэрто-Рико) на выборах 1876 года и присоединится к Либеральной партии Сагасты. В 1878 году как гранд Испании он был назначен сенатором по собственному праву и занимал эту должность до самой смерти. Он был вице-президентом Конгресса и Сената.
После смерти отца он унаследовал свои титулы, пенсии (историческое бремя королевства составляло 24 000 песет в год за герцогство Верагуа) и поместья, в том числе скотоводческое ранчо Верагуа, производство которого сделало его один из самых известных заводчиков корриды в стране.
В 1867 году он женился на Изабель де Агилера-и-Сантьяго де Пералес, дочери Доминго де Силос де Агилера и Контрерас, 2-го маркиза де Беналуа (1796—1864), и Марии Хуаны Сантьяго де Пералес и Рохо (+ 1903). У супругов было трое детей:
- Мария дель Пилар Колон и Агилера де ла Серда, герцогиня Ла-Вега (1874—1931)
- Кристобаль Колон де Толедо и Агилера (1878—1937), преемник своего отца в герцогстве Верагуа, погибший во время Гражданской войны
- Хенаро Колон де Толедо и Агилера, который умер преждевременно.

Он был министром развития с 21 января по 5 июля 1890 года в четвертом кабинете Сагасты и министром военно-морского флота с 6 марта 1901 года по 6 декабря 1902 года в последнем кабинете этого кабинета. Дворянин королевской палаты (1882), кавалер ордена Золотого руна (1892) и член государственного совета (1904).
Он также был президентом Конгресса американистов (1881), Монте-де-Пьедад в Мадриде и Центральной комиссии IV столетия открытия Америки (1892).
Умер в Мадриде 30 октября 1910 года.

## Публикации
- Tratado de partición de la Corona de España, celebrado entre la Francia y el Austria en vida de Carlos II. 1860
- Memoria presentada en el Ateneo de Madrid en la Junta General. 1864

## Титулы и награды

### Титулы
- 1837—1871: Его Превосходительство дон Кристобаль Колон де ла Серда
- 1871—1910: Его Превосходительство сеньор герцог Верагуа, маркиз Ямайки, адмирал и старший аделантадо Индий.

### Награды
- Большой крест ордена Непорочного зачатия Девы Марии Вила-Висозской (1864)
- Кавалер Большого креста ордена Карлоса III (1887)
- Рыцарь № 1085 Ордена Золотого руна (1892)